# Argiolestes tuberculiferus
Argiolestes tuberculiferus là loài chuồn chuồn trong họ Argiolestidae. Loài này được Michalski & Oppel mô tả khoa học đầu tiên năm 2010.